# Шихалеево
Шихалеево — деревня в Мари-Турекском районе Республики Марий Эл. Входит в состав Карлыганского сельского поселения.

## География
Находится в восточной части республики Марий Эл на расстоянии приблизительно 37 км по прямой на юго-восток от районного центра посёлка Мари-Турек.

## История
Известна с 1859 года как казённый починок Шихалеевский при речке Арборке с 13 дворами, в которых проживали 136 человек. Первые поселенцы были русскими. В 1923 году в деревне насчитывалось 50 дворов, 303 жителя. В 1925 году в деревне жили 253 русских, 11 удмуртов. В 1980 году в Шихалееве осталось 21 хозяйство, проживали 90 человек. В 1998 году в ней оставалось 18 дворов, 68 жителей, из них русских — 8, удмуртов — 43, татар — 12, мари — 5. В 2000 году оставалось 20 хозяйств. В советское время работали колхоз имени Ленина, совхозы имени Кирова и «Восход».

## Население
| 2002 | 2010 | 2013 | 2014 | 2015 | 2016 |
| ---- | ---- | ---- | ---- | ---- | ---- |
| 59   | ↗66  | ↘60  | →60  | ↗61  | ↗65  |

Население в 2002 году составляло 59 человек (удмурты 59 %).